# رستم میر لاشاری
رستم میرلاشاری (زاده ۴ اسفند ۱۳۳۹) خواننده بلوچ است. سبک کاری او غالباً تلفیقی از موسیقی بومی بلوچستان و موسیقی پاپ است. وی هم‌اکنون ساکن سوئد است و در گروهی با نام «گلبانگ» متشکل از هنرمندانی از بلوچستان، سوئد و آفریقا به فعالیت می‌پردازد.